# 錢楷 (嘉靖進士)
錢楷（1536年—1603年），字範之，號恪菴，山東東昌府冠縣人，明朝政治人物。

## 生平
嘉靖四十三年（1564年）甲子科山東鄉試第二名舉人。嘉靖四十四年（1565年）中式乙丑科會試第一百九名，三甲第一百八十七名進士。兵部观政，本年十月授山西安邑知县，丁忧。四年十一月復除河南临颍知县，五年五月升户部主事，六年七月调工部屯田司，管理皇陵工程。万历元年（1573年）六月升员外，六年十一月復除刑部员外郎，八年九月升刑部郎中，十年正月养病。在刑部主事任上得罪权相张居正，遭革职。张居正去世後，十二年二月起用为户部郎中，三月出任直隸河間府知府，任內建八里莊橋堤。万历十七年五月升陕西按察司副使、洮岷兵备道，十八年七月因遭火落赤围困西镇，明军失事罪状，被革职閑住。

## 家族
曾祖錢；祖父錢輅；父錢繼先，庠生累赠刑部郎中。前母龐氏；前母劉氏；母張氏，累赠宜人；繼母康氏，累封宜人。兄朴、梧、松、栋，俱庠生；弟权、梯。